# Trà Hòa
Maha Sawa:229–230 (Phạn văn: महासवा, chữ Hán: 摩訶茶和 / Ma-kha Trà-hòa, ? - 1360) là tên gọi theo Việt sử của vua Champa tại vị từ 1342 đến 1360. Ông có huyết thống với vua Chế Mân và là con rể của vua Chế A Nan.

## Tiểu sử
Vào năm 1342, vua Chế A Nan mất, con rể là Trà-hòa bố-để (茶和布底, Potih Sawa) tự lập làm vua kế tục, bèn sai người sang nhà Nguyên và Đại Việt báo tang. Ngay sau đó, con trai Chế A Nan là Chế Mỗ và Trà Hòa gây ra cuộc tranh ngôi trong 6 năm, tạm thời Vijaya lâm vào hoàn cảnh tao loạn. Rốt cuộc, Chế Mỗ thua phải chạy sang Đại Việt nương tựa nương tựa, Trà Hòa thừa thế càng vững ngôi:90–91.
Đến năm 1353, hoàng đế Trần Dụ Tông sai quan quân hộ tống Chế Mỗ về nước, nhưng vừa đến nơi hiện nay là Cổ Lũy thì bất lợi, phải quay về. Chế Mỗ ở lại Đại Việt không lâu thì mất. Đến tháng 9 cùng năm, quân Champa tràn lên cướp phá miền Hóa Châu, quân triều đình không chống nổi. Cuối năm, vua Trần phái Trương Hán Siêu cầm quân Thần Sách vào trấn thủ Hóa Châu. Sự có mặt của Trương Hán Siêu giúp bình ổn lại địa phương và khiến quân Champa không dám tiếp tục mở các cuộc tấn công trong thời gian này. Nhưng đến cuối năm 1354 thì Trương Hán Siêu mất, nhà Trần không còn quan viên nào đủ sức trấn thủ nữa. Sự bất lực của nhà Trần càng tạo đà cho Trà Hòa củng cố tiềm lực quốc gia, từ đó gây tiền đề cho sự cường thịnh của Champa suốt hơn một thế kỷ sau.
Năm 1360, Trà Hòa mất, triều thần tôn lập người con út của vua Chế A Nan là Chế Bồng Nga làm vua kế tục.

## Dấu ấn
Vua Trà Hòa được những người mang họ Trà ở Nam Trung Bộ suy tôn là thủy tổ của mình.